# Cruz la Villa
Cruz la Villa är en ort i Mexiko.   Den ligger i kommunen Iliatenco och delstaten Guerrero, i den sydöstra delen av landet, 270 km söder om huvudstaden Mexico City. Cruz la Villa ligger 1 327 meter över havet och antalet invånare är 237.
Terrängen runt Cruz la Villa är kuperad åt sydost, men åt nordväst är den bergig. Runt Cruz la Villa är det ganska glesbefolkat, med 45 invånare per kvadratkilometer. Närmaste större samhälle är Iliatenco, 1,5 km nordost om Cruz la Villa. I omgivningarna runt Cruz la Villa växer huvudsakligen savannskog.